# El amor del gato y del perro
El amor del gato y del perro es una obra de teatro escrita por Enrique Jardiel Poncela y estrenada en el Teatro de la Comedia de Madrid, 5 de diciembre de 1945.

## Argumento
Obra con únicamente dos personajes, Aurelia y Ramiro. La primera es una muchacha inocente que busca respuestas a la vida, por lo que acude a casa de Ramiro, célebre escritor, a la espera de encontrar sentido a conceptos como amor o felicidad. Tras varias discusiones sobre estos y otros valores, incluidas las relaciones entre perros y gatos, ambos se despiden, intuyendo que lo que ha surgido entre ellos es, precisamente, amor.

## Representaciones destacadas
- Estreno (1945). Intérpretes: Amparo Rivelles y Pedro Porcel.
- Teatro Lara de Madrid (1967). Intérpretes: María José Alfonso y Ángel Picazo.